# Kolomak (rivière)
La rivière Kolomak est un cours d'eau d'Ukraine, prenant sa source dans l'oblast de Kharkiv, et confluant avec la rivière Vorskla au sud de la ville de Poltava, dans l'oblast de même nom. Elle est un sous-affluent du fleuve Dniepr.

## Géographie
La rivière Kolomak prend sa source à l'ouest de la commune de Koviahy, dans l'oblast de Kharkiv, à 206 mètres d'altitude. S'écoulant vers le sud-ouest, elle passe par la commune homonyme de Kolomak, pénètre dans l'oblast de Poltava, et se jette dans la rivière de Vorskla au sud de la ville de Poltava. Elle est un affluent de rive gauche de la rivière Vorskla, et appartient au système hydrographique de la rive gauche du fleuve Dniepr.